# Chef de l'opposition officielle (Québec)
Pour les articles homonymes, voir Chef de l'opposition officielle.
Le chef de l'opposition officielle, au Québec, est généralement le chef du parti politique à l'Assemblée nationale formant l'opposition officielle.
Lors des élections de 2022, le Parti libéral du Québec, qui était alors dirigé par Dominique Anglade, a fait élire 21 députés, soit le deuxième plus grand nombre de députés. Le parti forme donc l'opposition officielle. L'actuelle cheffe de l'opposition officielle est Marwah Rizqy, députée de Saint-Laurent, depuis le 19 juin 2025.

## Description
Le chef de l'opposition officielle est généralement le chef du parti politique à l'Assemblée nationale du Québec formant l'opposition officielle. Il peut arriver que le chef du parti formant l'opposition officielle ne soit pas élu à l'Assemblée nationale, ce qui l'empêche d'être le chef de l'opposition. Dans ces cas, le parti politique nomme un autre député qui assumerait le rôle de chef de l'opposition. Par exemple, René Lévesque a été chef du Parti québécois de 1968 à 1984, toutefois, lorsque le parti a formé l'opposition officielle de 1973 à 1976, le chef de l'opposition officielle était Jacques-Yvan Morin. À partir de 2013, le même principe s'applique lorsque Philippe Couillard est devenu le chef du Parti libéral du Québec sans être député, tandis que Jean-Marc Fournier demeure chef parlementaire après la fin de son intérim.
- Exceptionnellement, en 1935, le titre est revenu au troisième parti (le parti ayant le troisième plus grand nombre de députés), à cause du pacte entre le deuxième et le troisième parti.
- Le titre est aussi déjà revenu au parti ayant le plus grand nombre de députés, pour les mêmes raisons que le titre de premier ministre a été accordé au deuxième parti : par exemple, en 1886, en passant de la première à la deuxième place, les conservateurs ont omis de transférer le titre de premier ministre au PLQ, ce qui a dû attendre plus de trois mois jusqu'à la première occasion de tenir un vote de confiance. Autre exemple d'un autre type : le gouvernement Honoré Mercier, tout en ayant la majorité des sièges, est congédié par le lieutenant-gouverneur en 1891, aussitôt remplacé par le deuxième parti qui ne retournera en première place qu'à l'élection trois mois plus tard.

## Liste des chefs de l'opposition officielle
|  | Nom                              | Début | Fin  | Parti                                      |
|  | -------------------------------- | ----- | ---- | ------------------------------------------ |
|  | Henri-Gustave Joly de Lotbinière | 1869  | 1878 | Libéral                                    |
|  | Joseph-Adolphe Chapleau          | 1878  | 1879 | Conservateur                               |
|  | Henri-Gustave Joly de Lotbinière | 1879  | 1883 | Libéral                                    |
|  | Honoré Mercier                   | 1883  | 1887 | Libéral                                    |
|  | Louis-Olivier Taillon            | 1887  | 1890 | Conservateur                               |
|  | Jean Blanchet                    | 1890  | 1891 | Conservateur                               |
|  | Félix-Gabriel Marchand           | 1892  | 1897 | Libéral                                    |
|  | Edmund James Flynn               | 1897  | 1904 | Conservateur                               |
|  | Pierre-Évariste Leblanc          | 1905  | 1908 | Conservateur                               |
|  | Joseph-Mathias Tellier           | 1909  | 1915 | Conservateur                               |
|  | Philémon Cousineau               | 1915  | 1916 | Conservateur                               |
|  | Arthur Sauvé                     | 1916  | 1929 | Conservateur                               |
|  | Camillien Houde                  | 1929  | 1931 | Conservateur                               |
|  | Charles Ernest Gault             | 1931  | 1932 | Conservateur                               |
|  | Maurice Duplessis                | 1932  | 1935 | Conservateur                               |
|  | Maurice Duplessis                | 1935  | 1936 | Pacte Conservateur-ALN (avant leur fusion) |
|  | Télesphore-Damien Bouchard       | 1936  | 1939 | Libéral                                    |
|  | Maurice Duplessis                | 1939  | 1944 | Union nationale                            |
|  | Adélard Godbout                  | 1944  | 1948 | Libéral                                    |
|  | George Carlyle Marler            | 1948  | 1953 | Libéral                                    |
|  | Georges-Émile Lapalme            | 1953  | 1960 | Libéral                                    |
|  | Yves Prévost                     | 1960  | 1961 | Union nationale                            |
|  | Antonio Talbot                   | 1961  | 1961 | Union nationale                            |
|  | Daniel Johnson (père)            | 1961  | 1966 | Union nationale                            |
|  | Jean Lesage                      | 1966  | 1970 | Libéral                                    |
|  | Robert Bourassa                  | 1970  | 1970 | Libéral                                    |
|  | Jean-Jacques Bertrand            | 1970  | 1971 | Union nationale                            |
|  | Gabriel Loubier                  | 1971  | 1973 | Union nationale                            |
|  | Jacques-Yvan Morin               | 1973  | 1976 | Parti québécois                            |
|  | Gérard D. Levesque               | 1976  | 1979 | Libéral                                    |
|  | Claude Ryan                      | 1979  | 1982 | Libéral                                    |
|  | Gérard D. Levesque               | 1982  | 1985 | Libéral                                    |
|  | Robert Bourassa                  | 1985  | 1985 | Libéral                                    |
|  | Pierre Marc Johnson              | 1985  | 1987 | Parti québécois                            |
|  | Guy Chevrette                    | 1987  | 1989 | Parti québécois                            |
|  | Jacques Parizeau                 | 1989  | 1994 | Parti québécois                            |
|  | Daniel Johnson (fils)            | 1994  | 1998 | Libéral                                    |
|  | Monique Gagnon-Tremblay          | 1998  | 1998 | Libéral                                    |
|  | Jean Charest                     | 1998  | 2003 | Libéral                                    |
|  | Bernard Landry                   | 2003  | 2005 | Parti québécois                            |
|  | Louise Harel                     | 2005  | 2006 | Parti québécois                            |
|  | André Boisclair                  | 2006  | 2007 | Parti québécois                            |
|  | Mario Dumont                     | 2007  | 2008 | Action démocratique du Québec              |
|  | Pauline Marois                   | 2008  | 2012 | Parti québécois                            |
|  | Jean-Marc Fournier               | 2012  | 2013 | Libéral                                    |
|  | Philippe Couillard               | 2013  | 2014 | Libéral                                    |
|  | Stéphane Bédard                  | 2014  | 2015 | Parti québécois                            |
|  | Pierre Karl Péladeau             | 2015  | 2016 | Parti québécois                            |
|  | Sylvain Gaudreault               | 2016  | 2016 | Parti québécois                            |
|  | Jean-François Lisée              | 2016  | 2018 | Parti québécois                            |
|  | Pierre Arcand                    | 2018  | 2020 | Libéral                                    |
|  | Dominique Anglade                | 2020  | 2022 | Libéral                                    |
|  | Marc Tanguay                     | 2022  | 2025 | Libéral                                    |
|  | Marwah Rizqy                     | 2025  | -    | Libéral                                    |